# Preludium
Preludium per ensemble jazz è una composizione di Igor' Fëdorovič Stravinskij scritta fra il 1936 e il 1937, revisionata nel 1953.

## Storia
Non vi fu un'occasione specifica per cui Stravinskij decise di scrivere il Preludium. Iniziò la composizione nel dicembre del 1936 a Parigi, dove si era stabilito definitivamente dal 1934, mentre stava terminando Jeu de cartes. Continuò la stesura del brano l'anno successivo a New York dove si era recato per la prima rappresentazione del balletto che egli stesso diresse al Metropolitan Opera House il 27 aprile. Il Preludium fu terminato il 6 febbraio; molto probabilmente Stravinskij intendeva scrivere il pezzo come il primo di una suite di cui avrebbe dovuto avere la funzione di ouverture, ma non portò mai a termine la realizzazione. Il compositore operò una sostanziale revisione del brano nel giugno 1953 variando soprattutto l'organico strumentale.
Il Preludium venne eseguito in prima assoluta il 18 ottobre 1953, diretto da Robert Craft, al Philharmonic Auditorium di Los Angeles per la serie di concerti di Evenings on the Roof, serate musicali ideate per presentare musiche di autori contemporanei.  Stravinskij registrò la composizione, sotto la propria direzione, per la prima volta a New York nel 1965. La prima edizione della partitura, revisionata nel 1953, fu pubblicata da Boosey & Hawkes nel 1968.

## Analisi
Le prime cinque battute del Preludium immettono in un'atmosfera circense affidando l'introduzione alle trombe e al rullante e ricordando alla lontana le note di Renard. Anche se la scrittura che segue, insolitamente lineare per le modalità del compositore, è ricca di suggestioni malinconiche derivate dalla musica blues, la ritmica, che ricorda comunque il ragtime, è tipicamente di Stravinskij. Nonostante la brevità del brano, notevole è lo spazio concesso all'espressività dei singoli strumenti.

## Organico
Il Preludium non si riferisce in modo specifico a un brano di musica jazz, ma è una composizione scritta per degli strumenti normalmente utilizzati per suonare della musica jazz. 
La partitura prevede: due sassofoni contralto in Mi bemolle, sassofono tenore in Si bemolle, sassofono baritono in Mi bemolle, tre trombe in Si bemolle, due tromboni, tre violini, viola, violoncello, contrabbasso, timpani, rullante. Gli archi con funzione solista e la chitarra non facevano parte della strumentazione originaria, ma furono introdotti nella revisione successiva; a questi strumenti Stravinskij aggiunse poi anche la celesta sostituendola al pianoforte inizialmente previsto e non utilizzato. Le parti per la celesta, i timpani e il tamburo rullante furono sistemati in modo che un solo percussionista potesse suonarle tutte.